# HMS Meynell (L82)
Pour les autres navires du même nom, voir HMS Meynell.
Le HMS Meynell est un destroyer de classe Hunt de type I de la Royal Navy, qui participa aux opérations navales contre la Kriegsmarine (marine allemande) pendant la Seconde Guerre mondiale. En 1954, il est vendu à la Marine équatorienne.

## Construction
Le Meynell est commandé le 11 avril 1939  dans le cadre de programmation de 1939 pour le chantier naval de Swan Hunter and Wigham Richardson Ltd. à Wallsend-on-Tyne en Angleterre. La pose de la quille est effectuée le 10 août 1939, le Meynell est lancé le 7 juin 1940 et mis en service le 30 décembre 1940.
Il est parrainé par la communauté civile d'Ashbourne dans le Derbyshire, dans le cadre de la Warship Week (semaine des navires de guerre) en mars 1942.

## Histoire

### Seconde Guerre mondiale
Le Meynell  fait partie de la 21e flottille de destroyers tout au long de la Seconde Guerre mondiale et est principalement employé dans l'escorte de convois en mer du Nord et en Manche, comprenant initialement l'ancienne flottille Campbell, six destroyers Hunt et trois vieux destroyers de la classe V et W.
Pendant les opérations, il y a des raids aériens allemands occasionnels, principalement des attaques de vedettes allemandes Schnellboote, qui sont repoussées.
En 1942, comme beaucoup de ses navires frères, le Meynell reçoit une pièce de chasse pour se défendre contre les vedettes rapides : un canon automatique Pom-Pom de 40 mm.
À partir du 15 février 1943, il est affecté à une des missions rarement proposées au Meynell en tant que destroyer d'escorte dans l'escorte du convoi arctique JW53 de 29 cargos vers la Russie en escortant de Clyde à l'Islande avec les destroyers HMS Middleton et HMS Pytchley  en plus d'un dragueur de mines, de deux corvettes et du chalutier UJ.
Le 21 février, le Meynell est remplacé par l'Ocean Escort par le croiseur HMS Scylla et treize autres destroyers.
Le 9 mars, le Meynell, le Pytchley et le vieux destroyer HMS Vivacious ont repris l'escorte du convoi de retour RA53 en tant qu'escorte occidentale locale et ont sécurisé les navires d'Islande au loch Ewe.
Le Meynell a repris son service normal en mer du Nord le 14 mars 1943.
Le 25 février 1944, le Meynell réussit à défendre un convoi côtier au large de Great Yarmouth contre un groupe de vedettes rapides Schnellboote de la 8e flottille S-Boote (allemande) d'IJmuiden sous les ordres du Korvettenkapitän  Felix Zymalkowski, qui se retire.
Pour soutenir le débarquement allié en Normandie dans le cadre de l'opération Neptune, le Meynell forme en juin 1944, avec le navire jumeau HMS Garth ainsi que les corvettes HMS Camellia et HMS Charlock, le 101e groupe d'escorte, l'un des premiers convois de renfort de 21 navires escorté du Nore à la zone de débarquement.
Jusqu'en juillet 1944, le Meynell est en service pour sécuriser les convois d'approvisionnement des troupes de débarquement.
Le 10 juillet 1944, le navire reprend ses fonctions de protection de convoi en mer du Nord. Le 31 octobre 1944, le destroyer d'escorte endommage gravement l'arbre tribord et l'hélice en touchant le fond. Les réparations nécessaires s'achèvent qu'en mars 1945. Pendant la réparation, le quadruple canon pompon est remplacé par un canon jumelé Bofors de 40 mm plus moderne.
Jusqu'à la fin de la guerre, le destroyer d'escorte Meynell accomplit les mêmes tâches que lorsqu'il entra en service au début de 1941 à la 21e flottille de destroyers à Sheerness.

### Après guerre
Après la fin de la guerre en Europe, son armement est retiré et il est converti en septembre 1945 en vaisseau cible pour les avions de chasse servant en Méditerranée jusqu'en 1947.
À son retour en Grande-Bretagne en 1947, le navire est mis hors service et affecté à la réserve, d'abord à Harwich, puis par la suite à Sheerness et enfin à Barrow-in-Furness. Il apparait ensuite sur la liste des navires en vente.
En 1954, le Meynell est vendu à l'Équateur.

### Histoire dans la marine équatorienne
Le Meynell et le navire jumeau HMS Quantock, également acheté par l'Équateur, sont les seuls navires de la classe Hunt qui sont vendus à l'Amérique du Sud.
Après la vente, les deux navires ont été révisés par J. Samuel White and Company, à Cowes sur l'île de Wight, qui est achevé en 1955.
En août 1955, les deux navires sont remis à la Marine équatorienne en tant que Presidente Velasco Ibarra (ex Meynell) et Presidente Alfaro (ex Quantock) à Portsmouth. Les deux navires, maintenant classés comme frégates, sont restés en service pendant encore 20 ans. Aucune autre modification n'a été apportée aux navires pendant cette période. En 1978, les deux navires sont rayés de la liste d'active avant d'être vendus à la casse.

### Honneurs de bataille
- Manche 1941-43
- Mer du nord 1941-1945
- Arctique 1943
- Normandie 1944